# Lista de fomes na China
Entre 108 aC e 1911 dC, ocorreram nada menos que 1828 grandes fomes na China, ou uma todos os anos em uma das  província. No entanto, a fome variou muito em gravidade.
A seguir está uma lista de fomes na China:
| Nome                                | Época                  | Região                                                           | Contexto                                                                      | Número estimado de mortos     |
| ----------------------------------- | ---------------------- | ---------------------------------------------------------------- | ----------------------------------------------------------------------------- | ----------------------------- |
|                                     | 875-884                |                                                                  | Rebelião camponesa na China inspirada pela fome; Huang Chao captura a capital |                               |
|                                     | 1333-1337              |                                                                  | Fome na China                                                                 |                               |
|                                     | 1630-1631              | noroeste da China                                                | Eventualmente causando o colapso da Dinastia Ming em 1644                     |                               |
|                                     | 1810, 1811, 1846, 1849 |                                                                  |                                                                               | Cerca de 45 milhões           |
|                                     | 1850-1873              |                                                                  | Rebelião Taiping, seca e fome                                                 | mais de 60 milhões de pessoas |
| Grande Fome no Norte da China       | 1876-1879              | Norte da China                                                   | seca                                                                          | 9.5-13 milhões                |
|                                     | 1896-1897              | Norte da China                                                   | Levando em parte à Revolta dos Boxers                                         |                               |
|                                     | 1907, 1911             | Centro-leste da China                                            |                                                                               |                               |
| Fome no Norte da China de 1920-1921 | 1920-1921              | Henan, Shandong, Shanxi, Shaanxi, sul de Zhili (Hebei)           |                                                                               | 0.5 milhão                    |
| Fome chinesa de 1928–1930           | 1928-1930              | Norte da China                                                   | Seca                                                                          | 3 milhões                     |
|                                     | 1936                   |                                                                  |                                                                               | 5 milhões                     |
| Fome de 1942–1943                   | 1942–1943              |                                                                  | Segunda Guerra Sino-Japonesa                                                  | 1 milhão                      |
| Grande Fome Chinesa                 | 1958-61                | Areas rurais de Shandong, Henan, Shanxi, Anhui, Jiangsu, Sichuan | Ver artigo principal: Grande Salto Adiante                                    | pelo menos 30 milhões         |